# 37 до н. е.

## Події
- Марк Віпсаній Агріппа і Луцій Каніній Галл — консули Римської республіки, консул-суффект — Тит Статілій Тавр.

## Померли
- Антигон II — останній цар династії Хасмонеїв.
- Цзин Фан — один з найбільших дослідників та інтерпретаторів «Чжоу і», творців іцзиністики та нумерологічного «вчення про символи і числа» епохи Хань, прихильник «школи канонів в сучасних знаках», реформатор музичної теорії.